# Municipio de Carlyle (Illinois)
El municipio de Carlyle (en inglés: Carlyle Township) es un municipio ubicado en el condado de Clinton en el estado estadounidense de Illinois. En el año 2010 tenía una población de 3932 habitantes y una densidad poblacional de 73,43 personas por km².

## Geografía
El municipio de Carlyle se encuentra ubicado en las coordenadas 38°36′35″N 89°21′34″O / 38.60972, -89.35944. Según la Oficina del Censo de los Estados Unidos, el municipio tiene una superficie total de 53.55 km², de la cual 46.18 km² corresponden a tierra firme y (13.75%) 7.36 km² es agua.

## Demografía
Según el censo de 2010, había 3932 personas residiendo en el municipio de Carlyle. La densidad de población era de 73,43 hab./km². De los 3932 habitantes, el municipio de Carlyle estaba compuesto por el 95.27% blancos, el 2.64% eran afroamericanos, el 0.03% eran amerindios, el 0.76% eran asiáticos, el 0.03% eran isleños del Pacífico, el 0.51% eran de otras razas y el 0.76% pertenecían a dos o más razas. Del total de la población el 1.37% eran hispanos o latinos de cualquier raza.